# Vitis arizonica
Vitis arizonica è una specie di vite selvatica nordamericana.

## Etimologia
Vitis è latino per vite, mentre arizonica significa della, o dalla Arizona.

## Distribuzione
L'uva dell'Arizona si trova in natura in California (contea di Inyo), Arizona, Nevada, New Mexico, Texas occidentale, Utah meridionale. In Messico cresce negli stati Sonora, Chihuahua, Coahuila, Durango e Tamaulipas. 
All'interno dell'Arizona, Vitis arizonica si trova in tutte le contee, ad eccezione di La Paz.

## Descrizione
Vite legnosa cespugliosa, debolmente rampicante; fusti generalmente lunghi 2-6 m; i giovani ramoscelli sono densamente lanosi.
La specie è dioica (piante o solo maschili o solo femminili). 
Foglie cordate di pari di lunghezza e larghezza fino a 10 cm, bordi a dentatura irregolare e forma generale a volte appena trilobata, foglie pelose più o meno cotonose, viticci biforcuti alterni alle foglie. I viticci appassiscono rapidamente se non fissati a tutori.
Grappoli: piccoli spargoli ramificati con pedicelli degli acini rossastri, acini rotondi o leggermente ovati, piccoli (8-10 mm) di colore violetto.
L'uva può essere usata come frutta (esistono varietà a frutto dolce ed altre a frutto amaro).
È stata vinificata ed usata per produrre composte o succhi.
È consumata soprattutto dalla fauna selvatica, che ne diffonde i semi.
E' resistente a clima freddo (montagna) ed arido.
Nota: Vitis arizonica presenta una resistenza geneticamente dominante alla Malattia di Pierce (PD). 
La ibridazione con altre specie di Vitis permette la trasmissione di questa resistenza.